# Dizy (Vaud)
Dizy és un municipi del cantó suís del Vaud, situat al districte de Morges. És un poble conegut pel seu formatge.